# جزيرة ألباني
جزيرة ألباني (بالإنجليزية: Albany Island)‏ هي جزيرة تابعة لـ أستراليا. تبلغ مساحتها كم². تقع في الطرف من شبه جزيرة كيب يورك في قناة أدولفوس وجزء من مجموعة المنار من كوينزلاند، أستراليا، في شبه جزيرة كيب يورك على بعد حوالي 20 كم شرق مدينة باماغا، وعلى بعد 6 كم إلى الجنوب الشرقي من طرف كيب يورك.
الجزيرة هي جزء من جزر مضيق توريس.
تم مسح الجزيرة في وقت مبكر جدا من تاريخ المنطقة وجزء من الجزيرة كان اسمه ميناء ألباني.
أنشئت محطة بيتش دي مير على الجزيرة في عام 1862 من قبل جيم ادواردز وJ. فريزر. وبعد عملية تفتيش من قبل كوينزلاند محافظ بوين، تم التخطيط لبناء مستوطنة في الجزيرة ولكن تم بناؤها بدلا من ذلك على البر الرئيسى المجاور في عام 1863 في سومرست، كوينزلاند.هناك الآن مزرعة لؤلؤ التشغيلية.
حطام RMS كويتا، سفينة الركاب التي غرقت في عام 1890، ويقع قبالة جزيرة ألباني. اصطدمت السفينة بصخرة مجهولة وغرقت في وقت قصير جدا مما أسفر عن مقتل 134 شخصا.